# 保羅·馬松
保羅·馬松（法語：Paul Masson，1876年10月11日—1944年11月30日），生於阿爾及利亞穆斯塔加奈姆，法國單車運動員，他在第一屆夏季奧林匹克運動會奪得三面單車金牌，包括場地計時賽、爭先賽及10公里。